# Acanthaluteres
Acanthaluteres is een geslacht van straalvinnige vissen uit de familie van vijlvissen (Monacanthidae).

## Soorten
- Acanthaluteres brownii (Richardson, 1846)
- Acanthaluteres spilomelanurus (Quoy & Gaimard, 1824)
- Acanthaluteres vittiger (Castelnau, 1873)